# ابن رضوان المالقي
أبو القاسم ابن رضوان المالقي (718 هـ- 782هـ) هو كاتب وسياسي من عائلة غرناطية، جمع بين العلم، الأدب، والرياسة في بلاط الدولة المرينية. وُلِد في مالقة، وتلقى تعليمه في كل من غرناطة وفاس، حيث كان متمكن في الفقه، الأدب، والسياسة، مما أهّله لشغل مناصب عليا داخل الدولة.
بعد معركة طريف (741 هـ -1341م)، هاجر ابن رضوان إلى المغرب الأقصى حيث التحق بالسلطان أبي الحسن المريني، الذي قرّبه وجعله من كبار كتاب الدولة. وعندما تولى أبو عنان فارس الحكم، استمر ابن رضوان في منصبه، إلا أن المكائد السياسية والمنافسة داخل البلاط أدت إلى إزاحته عن منصب كاتب الدولة الأول، وتم اغتياله لاحقًا.

## أعماله
- الشهب اللامعة في السياسة النافعة